# Aloha (Oregon)
Aloha – jednostka osadnicza w Stanach Zjednoczonych, w stanie Oregon, w hrabstwie Washington.